# کنترل جمعیت
کنترل جمعیت یا مهار جمعیت (به انگلیسی: Population control) عمل حفظ مصنوعی اندازه هر جمعیت است. این به سادگی به عمل محدود کردن اندازه یک جمعیت جانور اشاره دارد تا قابل مدیریت باقی بماند، در مقابل عمل محافظت از یک گونه در برابر نرخ‌های انقراض بی‌رویه، که به عنوان زیست‌شناسی حفاظت از آن یاد می‌شود.
در حالی که بسیاری از عوامل زیستی و غیرزیستی بر کنترل جمعیت تأثیر می‌گذارند، انسان‌ها به‌طور قابل توجهی بر جمعیت جانوران تأثیرگذار هستند. چه انسان‌ها برای تغذیه به شکار جانوران نیاز داشته باشند و چه برای جلوگیری از تولیدمثل به سادگی حیوانات خانگی خود را خنثی کنند، این فعالیت‌ها به‌طور فعال جمعیت‌ها را مدیریت می‌کنند. به‌طور خاص، کنترل جمعیت نقش مهمی در جمعیت‌های حیات وحش ایفا می‌کند. بر اساس گونه‌ای که با آن سروکار داریم، راه‌های گوناگونی برای کنترل جمعیت‌های وحشی وجود دارد. پیشگیری از بارداری حیات وحش اقدامی برای جلوگیری از تولیدمثل در طبیعت است که پیامد آن سبب کاهش جمعیت می‌شود. نمونه‌ای از این امر شامل نگهداری از جمعیت گوزن‌ها با کاربرد واکسن است. روش‌های دیگر برای حفظ جمعیت عبارتند از به دام انداختن کشنده، تله‌گذاری زنده، دستکاری محل تخم‌/استراحت، تیراندازی با گلوله‌های واقعی، و کشتن با مواد شیمیایی. به دام انداختن مرگبار، دستکاری در محل تخم‌/استراحت، تیراندازی با گلوله‌های جنگی، و کشتن‌های شیمیایی روش‌هایی هستند که برای از بین بردن جمعیت جانوران و جلوگیری از تولیدمثل استفاده می‌شوند، در حالی که تله‌گذاری زنده گونه‌ها را می‌گیرد تا آنها را از یک منطقه خاص خارج کند.